# Queen's Club Championships 2019 - Qualificazioni singolare
Le qualificazioni del singolare ai Queen's Club Championships 2019 sono state un torneo di tennis preliminare per accedere alla fase finale della manifestazione. I vincitori dell'ultimo turno sono entrati di diritto nel tabellone principale. In caso di ritiro di uno o più giocatori aventi diritto a questi sono subentrati i lucky loser, ossia i giocatori che hanno perso nell'ultimo turno ma che avevano una classifica più alta rispetto agli altri partecipanti che avevano comunque perso nel turno finale.

## Teste di serie
1. Nicolás Jarry (primo turno)
2. Roberto Carballés Baena (ultimo turno, Lucky loser)
3. Alexander Bublik (qualificato)
4. Ivo Karlović (ultimo turno)

1. Bernard Tomić (primo turno)
2. Bradley Klahn (primo turno)
3. Prajnesh Gunneswaran (primo turno)
4. Aljaž Bedene (qualificato)

## Qualificati
1. Nicolas Mahut
2. Aljaž Bedene

1. Alexander Bublik
2. James Ward

### Lucky loser
1. Roberto Carballés Baena

## Tabellone

### Legenda
| - Q = Qualificato - WC = Wild card - LL = Lucky loser | - ALT = Alternate - SE = Special Exempt - PR = Protected Ranking | - w/o = Walkover - r = Ritirato - d = Squalificato |

### Sezione 1
|  | Primo turno | Primo turno                 | Primo turno                 | Primo turno | Primo turno |  |  | Ultimo turno | Ultimo turno                | Ultimo turno | Ultimo turno | Ultimo turno |  |
|  |             |                             |                             |             |             |  |  |              |                             |              |              |              |  |
|  | 1           | Nicolás Jarry               | 3                           | 7           | 6           |  |  |              |                             |              |              |              |  |
|  | WC          | Nicolas Mahut               | 6                           | 64          | 7           |  |  | WC           | Nicolas Mahut               | 7            | 4            | 6            |  |
|  |             | Alejandro Davidovich Fokina | Alejandro Davidovich Fokina | 6           | 7           |  |  |              | Alejandro Davidovich Fokina | 5            | 6            | 3            |  |
|  | 5           | Bernard Tomić               | Bernard Tomić               | 4           | 63          |  |  |              |                             |              |              |              |  |

### Sezione 2
|  | Primo turno | Primo turno             | Primo turno  | Primo turno | Primo turno |  |  | Ultimo turno | Ultimo turno            | Ultimo turno | Ultimo turno | Ultimo turno |  |
|  |             |                         |              |             |             |  |  |              |                         |              |              |              |  |
|  | 2           | Roberto Carballés Baena | 6            | 5           | 6           |  |  |              |                         |              |              |              |  |
|  |             | Alexei Popyrin          | 2            | 7           | 4           |  |  | 2            | Roberto Carballés Baena | 65           | 6            | 1            |  |
|  |             | Jürgen Zopp             | Jürgen Zopp  | 2           | 62          |  |  | 8            | Aljaž Bedene            | 7            | 3            | 6            |  |
|  | 8           | Aljaž Bedene            | Aljaž Bedene | 6           | 7           |  |  |              |                         |              |              |              |  |

### Sezione 3
|  | Primo turno | Primo turno      | Primo turno   | Primo turno | Primo turno |  |  | Ultimo turno | Ultimo turno     | Ultimo turno     | Ultimo turno | Ultimo turno |  |
|  |             |                  |               |             |             |  |  |              |                  |                  |              |              |  |
|  | 3           | Alexander Bublik | 6             | 1           | 6           |  |  |              |                  |                  |              |              |  |
|  | WC          | Jack Draper      | 2             | 6           | 3           |  |  | 3            | Alexander Bublik | Alexander Bublik | 6            | 7            |  |
|  |             | Tommy Paul       | Tommy Paul    | 6           | 6           |  |  |              | Tommy Paul       | Tommy Paul       | 4            | 64           |  |
|  | 6           | Bradley Klahn    | Bradley Klahn | 1           | 4           |  |  |              |                  |                  |              |              |  |

### Sezione 4
|  | Primo turno | Primo turno          | Primo turno          | Primo turno | Primo turno |  |  | Ultimo turno | Ultimo turno | Ultimo turno | Ultimo turno | Ultimo turno |  |
|  |             |                      |                      |             |             |  |  |              |              |              |              |              |  |
|  | 4           | Ivo Karlović         | Ivo Karlović         | 6           | 7           |  |  |              |              |              |              |              |  |
|  |             | Peter Polansky       | Peter Polansky       | 3           | 5           |  |  | 4            | Ivo Karlović | Ivo Karlović | 64           | 4            |  |
|  | WC          | James Ward           | James Ward           | 6           | 6           |  |  | WC           | James Ward   | James Ward   | 7            | 6            |  |
|  | 7           | Prajnesh Gunneswaran | Prajnesh Gunneswaran | 1           | 4           |  |  |              |              |              |              |              |  |